# Charles Sangster (Erfinder)
Charles Sangster (* 16. Mai 1872 in Aberdeen; † 18. März 1935 in Birmingham) war ein britischer Erfinder und Unternehmer.

## Leben
Nach der Grundschule ging Sangster an das King’s College London und begann eine Ausbildung als Mechaniker bei einem Fahrradhersteller. Sangster war ein guter Radfahrer und gewann bei Rennen etliche Preise. 1893 wechselte er zu The New Howe Machine Co. in Glasgow und dann zu Rudge nach Coventry. 1895 entwarf Sangster ein neues Fahrrad mit dem Namen Swift bei der Coventry Machinists Co., das aufgrund seiner gelungenen Ausführung allgemeine Aufmerksamkeit erregte und Sangster bekannt machte. 
Mit den ihm daraus zukommenden finanziellen Mitteln machte sich Sangster selbstständig und gründete 1895 mit zwei Partnern die Cycle Components Mfg. Co., die Muffen herstellte. Zu dieser Zeit begann Sangster mit der Eigenherstellung von Fahrrädern mit dem Namen Ariel. 1897 wurden Fahrräder dieser Marke von den Weltmeistern im Radsport benutzt und wurden so schnell zu einem wirtschaftlichen Erfolg. Sangster verwendete die neuesten Entwicklungen an seinen Rädern, etwa ein reflektierendes Rücklicht oder endlose Felgen. Zwischen 1893 und 1908 reichte Sangster 145 Patente ein. 
Nachdem 1896 der Red Flag Act in Großbritannien aufgehoben worden war, kaufte Sangster ein De-Dion-Bouton-Motordreirad, aus dem er 1898 das Ariel-Dreirad entwickelte und vermarktete. 
Etwa 30 Jahre lang war Charles Sangster Geschäftsführer von Components und Ariel. Daneben war er im Aufsichtsrat des Swift-Konzerns und war in leitenden Positionen bei Rover Cycle Co., der Midland Tube & Forging Co. und der Endless Rim Co.
Sangster hatte zwei Söhne. Der ältere starb im Ersten Weltkrieg, der jüngere, Jack Sangster, wurde später Geschäftsführer bei Ariel Motors.